# Ахмад Камал Абдуллах
Ахмад Камал Абдуллах (малайск. Ahmad Kamal Abdullah; 30 января 1941 года, Гомбак, Куала-Лумпур — 27 октября 2021 года, Куала-Лумпур) — малайзийский поэт, новеллист, драматург, литературный критик, писавший на малайском языке. Известен под псевдонимом Кемала. Национальный писатель Малайзии (2011).

## Краткая биография
Педагог по образованию. В 2000 году защитил диссертацию по малайской литературе и получил звание доктора философии в Национальном университете Малайзии . Инициатор проведения Международных поэтических чтений в Куала-Лумпуре и международной писательской организации стран Нусантары «Великая малайская Нусантара" (Нумера)(2012).

## Творчество
Принимал активное участие в «поэзии социального протеста», известен также как автор философской и любовной лирики.
Продолжает традиции поэтико-философского осмысления мира, заложенные поэтом-мистиком Хамзой Фансури, развивая их и внося собственные ритмы и краски.Его стихи, порой с налётом религиозного мистицизма, создают атмосферу поэтического раздумья человека, постоянно испытывающего удивление перед таинствами жизни.
Автор поэтических сборников «Раздумье» (1972), «Передача дел» (1973), «Медитация» (1972), «Эра» (1975), «Кактусы» (1976)), «Маятник» (1983), «Белая гавань» (1989). Его книга «Мим» (1999) вобрала в себя различные мотивы творчества, включая размышления о месте поэта и поэзии и впечатления о поездке в Советский Союз (октябрь 1989).
Изучению творчества Кемалы большое внимание уделил малайзийский литературный критик Мана Сикана .

Кемала читает своё стихотворение "Прощай, брат" на вечере памяти поэта Усмана Аванга 30 ноября 2013 года. Куала-Лумпур, Национальная библиотека Малайзии

## Критика. Оценка творчества
"Его стихи музыкальны, полны внутреннего ритма. Он прекрасно использует все возможности малайского языка, извлекая из него то нежные и задушевные, то исступлённые и взрывные звуки, наполняя каждую строчку движением и превращая каждый стих в живой организм. Это соединение чувств и учтремлений, пронизанных страстной любовью к Богу, и есть неиссякаемый источник творческого вдохновения поэта. Это сплав звучащего образа и музыки, авангардизма и традиционных суфийских мотивов, а также ритмического ряда фольклорных форм". Анна Погадаева — 

## Награды
- Литературная премия Малайзии (1972, 1995, 1999)
- Литературная премия Юго-Восточной Азии, Таиланд (1986)
- Звание Dato' Paduka Mahkota (2001)
- Звание Pujangga (Литератор), Педагогический университет султана Идриса (2003)
- Литературная премия Селангора (2005)
- Премия Абдула Рахмана Ауфа (2006)
- Звание Национальный писатель Малайзии — высшее звание для литераторов Малайзии (2011)
- Почётный член общества "Нусантара" (2017)[9]

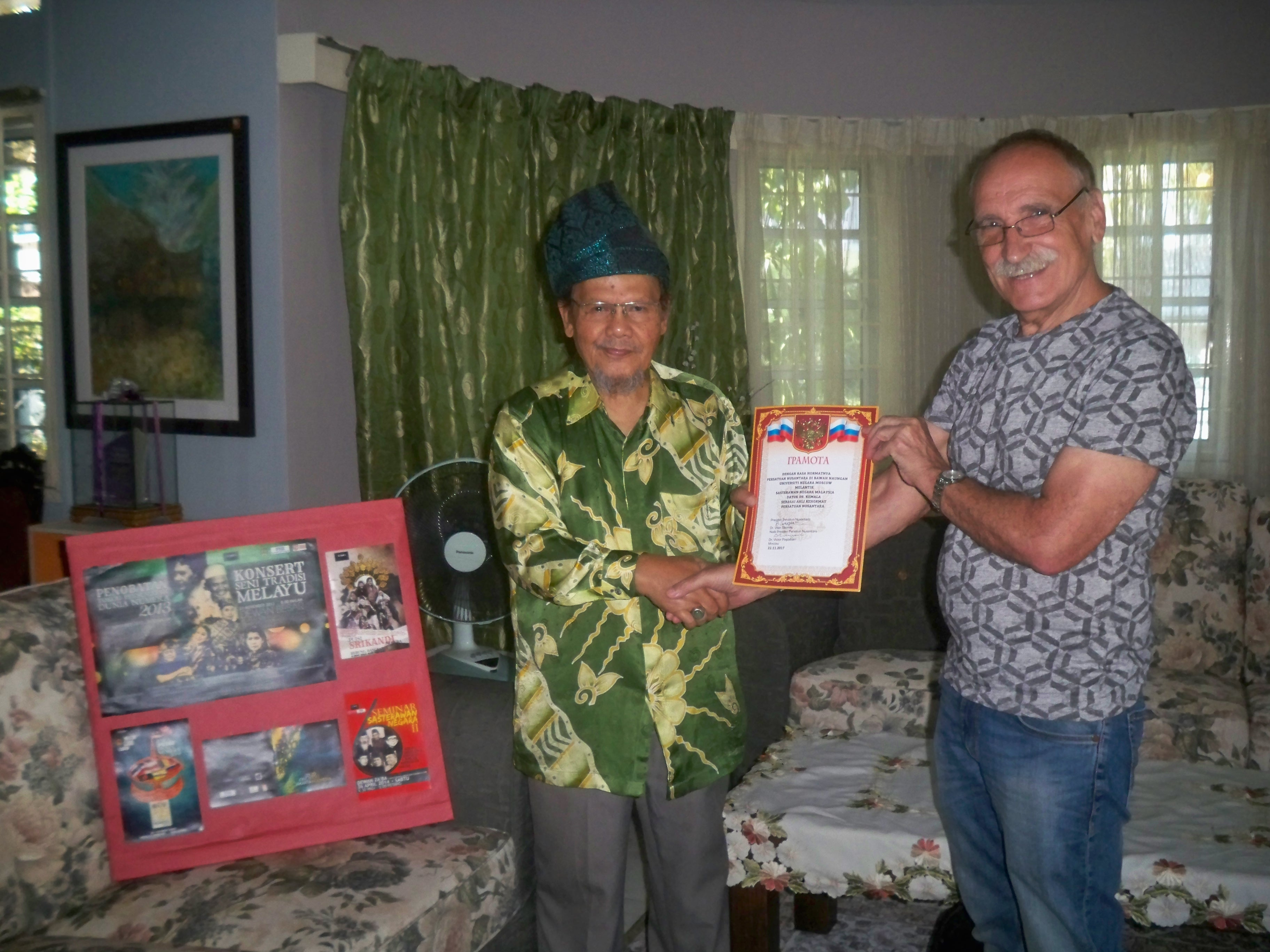
Вице-президент общества "Нусантара В.А. Погадаев вручает малайзийскому поэту Кемале грамоту об избрании Кемалы почетным членом общества. Куала-Лумпур, 19.12.2017

- Литературная премия Мастра (2018)[10]

## Переводы на русский язык
- Кемала. Будь недругом зла; Море. Перевод Э. Шустера. Избранные произведения поэтов Азии. М., 1981, с. 390—392.
- Кемала. Море; Коралл. Перевод Э. Шустера и Виктора Погадаева. — Ручей. Традиционная и современная малайская поэзия. Моя малайская библиотека. Составитель, автор предисловия и редактор Б. Б. Парникель. М.: Красная гора, 1996, с. 99-101.
- Кемала. Стихи. Из сборников разных лет. Перевод с малайского В. А. Погадаева и А. В. Погадаевой. Предисловие А. В. Погадаевой. Редактор-составитель Н. М. Смурова. М.: Гуманитарий, 2001, 60 с. ISBN 5-89221-038-3
- Кемала. Слова; Книга; Мим 27. Перевод Виктора Погадаева и Анны Погадаевой. — Азия и Африка сегодня, 2008, N 11, с. 75-76.
- Кемала. Вижу; Книга; Мим-42. — Покорять вышину. Стихи поэтов Малайзии и Индонезии в переводах Виктора Погадаева. М.: Ключ-С, 2009, с. 24-26. ISBN 978-5-93136-089-8
- В книге: Анна Погадаева. Кемала: Творческий путь поэта. Отв. ред. В.А. Погадаев, Е.С. Кукушкина. М.: Ключ-С, 2017 ISBN 978-5-906751-81-2
- Кемала. Источник всех благих желаний. Избранные стихи в переводах Анны Погадаевой и Виктора Погадаева. Отв. редактор В.В. Сикорский. М.: Ключ-С, 2019, 80 с. ISBN 978-5-6042922-0-4